# Дейсун Світлана Федорівна
Світла́на Дейсу́н — українська писанкарка.

## Біографія
Світлана Дейсун народилася в місті Кременчук Полтавської області. 1992 року закінчила Львівський державний інститут прикладного та декоративного мистецтва (нині — Львівська академія мистецтв). 2003 року закінчила Полтавський державний педагогічний університет імені Володимира Короленка.
Учасниця міських, обласних і міжнародних виставок прикладного мистецтва, виставок народних майстрів у Кременчуці, Полтаві, Києві, Одесі.
Писанки зберігаються в краєзнавчих музеях і приватних колекціях в Україні та за кордоном.
Крім писанкарства, захоплюється дизайном одягу, боді-артом.
Нині проживає у Києві.